# Slimbridge

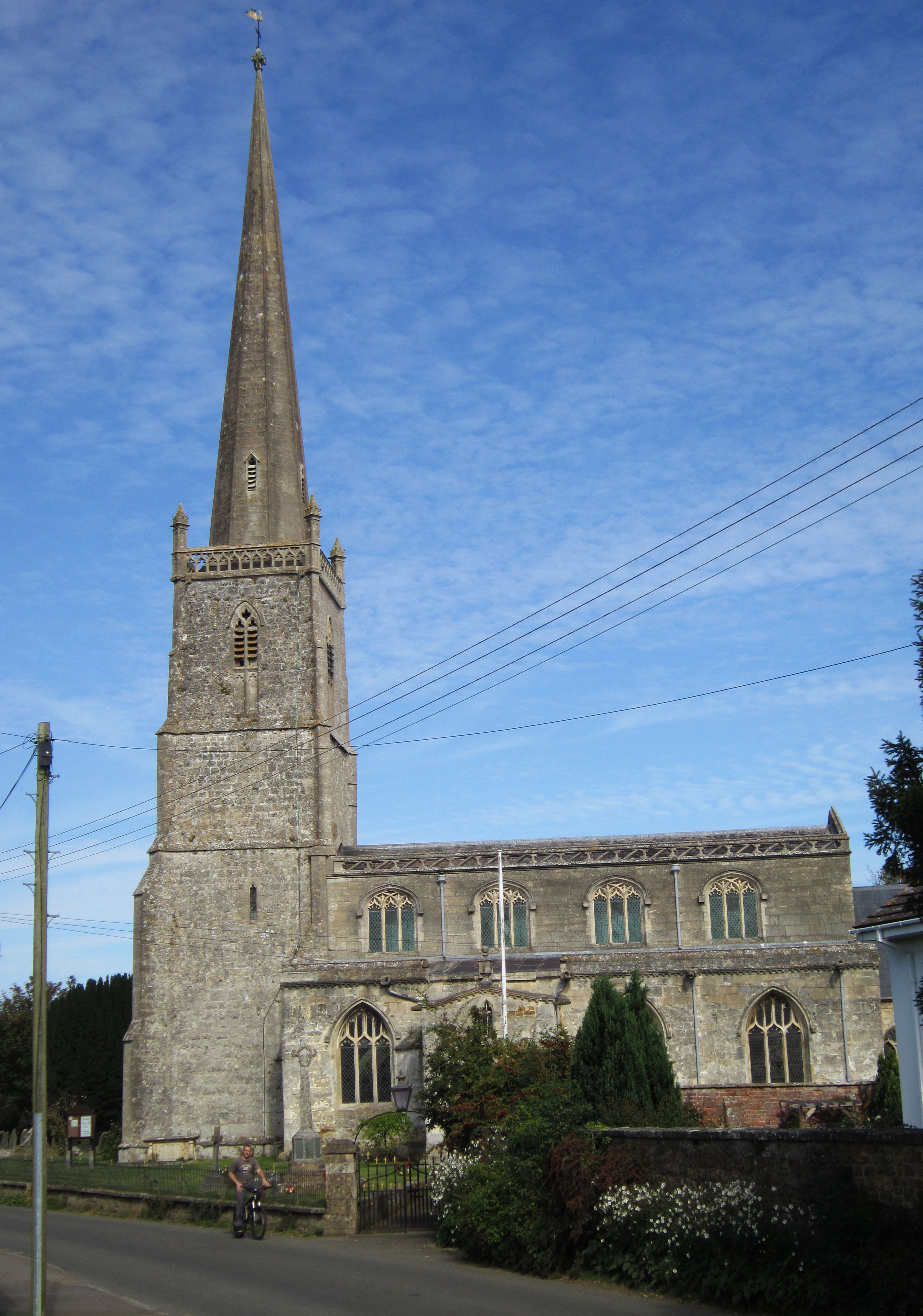
St.Johns Church

Slimbridge is een dorp in Gloucestershire, Engeland. Het dorp ligt aan de monding van de Severn en aan het Gloucester and Sharpness Canal. De St.Johns Church, opgedragen aan Johannes de Doper, gaat terug tot de 13e eeuw en is een beschermd gebouw. In het dorp ligt een tweede woonkern, Cambridge.

## Natuur
In Slimbridge zijn er zoutmoerassen aan de zuidelijke oever van de Severn die belangrijk zijn voor trekvogels.

### Eendenkooi
In 1843 werd de Berkeley New Decoy, een eendenkooi met een oppervlakte van 30 aren met vier vangpijpen gebouwd. Daar werden jaarlijks soms meer dan 1.000 wilde vogels, voornamelijk eenden gevangen. Vanaf de 20e eeuw vielen de vangsten terug en in 1929 was de eendenkooi in onbruik geraakt. Ze werd hersteld in 1937. In 1946 werd de eendenkooi opnieuw hersteld, ditmaal door de Wildfowl Trust voor het vangen en ringen van trekvogels.

### Slimbridge Reserve
Na de Tweede Wereldoorlog vestigde natuurbeschermer Peter Scott zich in Slimbridge en in 1947 richtte hij er de Severn Wildfowl Trust op (later hernoemd naar Wildfowl and Wetlands Trust). Deze vereniging beheert het Slimbridge Reserve, bekend als overwinteringsplaats van onder andere dwergganzen en kolganzen.

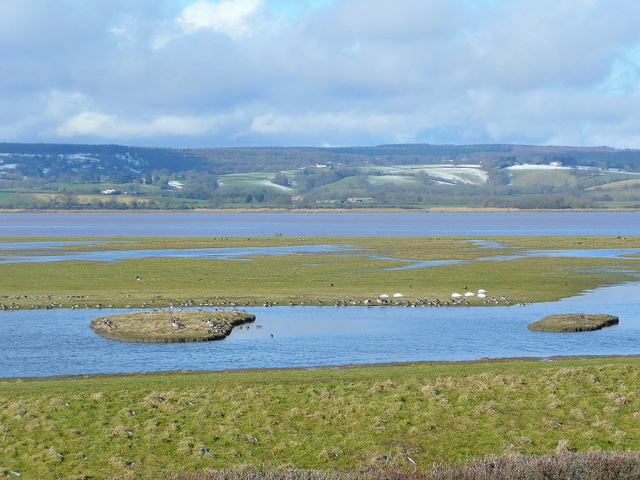
Slimbridge Reserve